# Mo'allem
Mo'allem est un quartier au nord-est de Téhéran en Iran, situé dans le 8e arrondissement de Téhéran.